# Talking Book
Talking Book – piętnasty album Stevie Wondera, który wydany został 27 października 1972. Utwór otwierający album „You Are the Sunshine of My Life” dotarł do 1. miejsca na liście Billboardu Hot 100 i na Easy Listening, co w późniejszym czasie zaowocowało zdobyciem przez Wondera jego pierwszej nagrody Grammy w kategorii najlepszego śpiewu męskiego w muzyce pop. Także pierwszy singiel z płyty długogrającej „Superstition” znalazł się na szczycie zestawienia Hot 100. Za ten utwór muzyk otrzymał dwie nagrody Grammy – w kategorii najlepsza piosenka Rhythm & Blues oraz najlepszy śpiew męski R&B. Były to dla Wondera pierwsze statuetki Grammy jakie otrzymał on w swojej karierze.

## Proces produkcji
Płyta Talking Book, wydana w przerwie między publikacją wydawnictw Music of My Mind i Innervisions, była pierwszym longplejem, w którego przypadku wytwórnia Motown pozwoliła muzykowi na większą swobodę artystyczną. W nagraniu płyty Wondera wspierali Jeff Beck, Ray Parker Jr., David Sanborn oraz Buzz Feiten. Charakter albumu określony został grą Wondera na instrumentach klawiszowych, szczególnie na użytym przezeń syntezatorze. Efektem tego utwory zawarte na płycie nabrały zabarwienia funky, a szczególnie kompozycja „Maybe Your Baby”. Dzięki zastosowaniu w piosence „Superstition” klawinetu Hohnera (model C), utwór stał się jednym z najpopularniejszych, w których wykorzystano ten instrument.
Duet producencki Robert Margouleff i Malcolm Cecil  zastosowali podczas nagrań unikalną technikę rejestrując wielowarstwowo grę na instrumentach takich jak klawinet, elektryczne pianino Fender Rhodes oraz syntezatory Arp i Mooga w miejsce orkiestry smyczkowej, która do tej pory była powszechna podczas realizacji materiału. Album Talking Book swoje charakterystyczne brzmienie zawdzięcza tej nowatorskiej kombinacji.

## Lista utworów
Źródło
Na wszystkich nagraniach głównym wokalistą jest Stevie Wonder.
| Nr  | Tytuł utworu                                         | Muzyka/Tekst          | Instrumenty                                                                                         | Śpiew                           | Długość |
| --- | ---------------------------------------------------- | --------------------- | --------------------------------------------------------------------------------------------------- | ------------------------------- | ------- |
| 1.  | „You Are the Sunshine of My Life”                    | Wonder                | Scott Edwards (bas) Daniel Ben Zebulon (kongi) Wonder (Fender Rhodes, bębny)                        | G. Barley/J. Gilstrap/L. Groves | 2:59    |
| 2.  | „Maybe Your Baby”                                    | Wonder                | Ray Parker Jr. (gitara) Wonder (klawinet, bębny, Moog)                                              |                                 | 6:50    |
| 3.  | „You and I (We Can Conquer the World)”               | Wonder                | Wonder (fortepian, syntezator)                                                                      |                                 | 4:38    |
| 4.  | „Tuesday Heartbreak”                                 | Wonder                | Wonder (Fender Rhodes, klawinet, bębny, Moog) David Sanborn (saksofon)                              | D. Williams/S. Brewer           | 3:02    |
| 5.  | „You've Got It Bad Girl”                             | Wonder/Yvonne Wright  | Dave Sanborne (saksofon) Daniel Ben Zebulon (kongi) Wonder (syntezator, Fender Rhodes, bębny, Moog) | D. Williams/S. Brewer           | 4:58    |
| 6.  | „Superstition”                                       | Wonder                | Trevor Laurence (saksofon) Steve Madaio (trąbka) Wonder (klawinet, bębny, Moog)                     |                                 | 4:26    |
| 7.  | „Big Brother”                                        | Wonder                | Wonder (klawinet, harmonijka, bębny, Moog)                                                          |                                 | 3:33    |
| 8.  | „Blame It on the Sun”                                | Wonder/Syreeta Wright | Wonder (fortepian, bębny, Moog, syntezator)                                                         | J. Gilstrap/L. Groves           | 3:25    |
| 9.  | „Lookin' for Another Pure Love”                      | Wonder/S. Wright      | Buzzy Feton (gitara) Jeff Beck (gitara) Wonder (Fender Rhodes, bębny, Moog)                         | D. Wilson/L. Harvin/S. Brewer   | 4:43    |
| 10. | „I Believe (When I Fall in Love It Will Be Forever)” | Wonder/Y. Wright      | Wonder (fortepian, klawinet, bębny, Moog)                                                           |                                 | 4:52    |
|     |                                                      |                       | |                                 | 43:26   |

## Przyjęcie przez krytykę
| Oceny profesjonalne | Oceny profesjonalne |
| Źródło              | Ocena               |
| ------------------- | ------------------- |
| AllMusic            | 5/5 gwiazdek        |
| Robert Christgau    | A                   |
| Billboard           | pozytywna           |
| Rhapsody            | pozytywna           |
| Rolling Stone       | pozytywna (1973)    |
| Yahoo! Music        | pozytywna           |

Kiedy album trafił do sklepów w 1972, po tym jak Wonder odbywał tournée wraz z brytyjskim zespołem The Rolling Stones, Talking Book okazał się sukcesem, docierając do miejsca 3. na Billboard 200 w listopadzie 1972. Wydawnictwo było także pierwszym albumem Wondera które wspięło się na szczyt listy Billboardu Top R&B Albums, gdzie pozostało przez trzy tygodnie.
Muzyk zdobył trzy statuetki za Talking Book na 16. ceremonii rozdania nagród Grammy – w kategorii Best Male Pop Vocal Performance za utwór „You Are the Sunshine of My Life” oraz Best Male R&B Vocal Performance i Best R&B Song za „Superstition”.
W rankingu 500 albumów wszech czasów amerykańskiego czasopisma Rolling Stone opublikowanym w 2012, album sklasyfikowany został na pozycji 90..
Polski serwis muzyczny RMFon.pl w biografii Wondera napisał z kolei o albumie:

Płyta Talking Book jest do dziś uważana za jeden z najważniejszych i najmocniejszych albumów R&B – nie brakuje tam przestrzeni, futurystycznych eksperymentów z elektroniką, do tego po mistrzowsku wyprodukowany.

## Ciekawostki
- 24 listopada 2014 prezydent USA Barack Obama przyznał, że album Talking Book Wondera był pierwszą płytą, którą kupił w życiu. Dodał wówczas: „Miałem 10, może 11 lat, i kupiłem ją za kieszonkowe, którego miałem niewiele.”[21][22][23].

## Pozycje na listach
| Kraj              | Lista (1972/1973) | Pozycja |
| ----------------- | ----------------- | ------- |
| Kanada            | RPM Albums Chart  | 12      |
| Francja           | SNEP              | 9       |
| Włochy            | Hit Parade Italia | 16      |
| Japonia           | Oricon            | 44      |
| Norwegia          | VG-lista          | 24      |
| Wielka Brytania   | UK Singles Chart  | 16      |
| Stany Zjednoczone | Billboard 200     | 3       |